# Ádám Szalai
Ádám Csaba Szalai,  född 9 december 1987 i Budapest, är en före detta ungersk fotbollsspelare som spelade för FC Basel. Han representerade även Ungerns fotbollslandslag.